# 格尔德·法尔廷斯
格尔德·法尔廷斯（德語：Gerd Faltings，1954年7月28日—），出生於蓋爾森基興，德国数学家，研究领域为算术代数几何。
格尔德·法尔廷斯最著名的工作是利用格罗滕迪克发展出的代数几何理论证明了莫德尔猜想：数域K上的亏格大于1的非奇异射影曲线上仅有有限多个K-有理点。他因此获得1986年的菲尔兹奖和2015年的邵逸夫獎。此外他对阿贝尔簇的参模理论，算术黎曼-罗赫定理以及p-进霍奇理论亦有重要贡献。
法尔廷斯从1994年起担任德国马克斯·普朗克数学研究所所长。